# Creu de Baduell
La Creu de Baduell és una creu de terme de Caldes de Montbui (Vallès Oriental) situada a la cruïlla del camí de la Creu de Baduell amb el carrer dels Rossinyols.

## Descripció
És una creu de ferro col·locada damunt un bloc de pedra d'esmolar de forma tronco-cònica posat verticalment. La base és de pedres de l'entorn unides amb ciment per donar l'efecte de turó rocós. En la part de la pedra d'esmolar orientada al sud es pot llegir encara la data en què fou tornada a col·locar '1940'.

## Història
El lloc es creu que era l'encreuament de camins que seguien antigament els romans per anar de Caldes de Montbui a Mollet per dalt de la serra de Plegamans, quan es trobava amb la Via Augusta. També podria ser que marqués el límit de terme entre l'antic Plegamans i Lliçà d'Amunt. En el cas de l'antic Plegamans, hi havia el costum que la gent de les parròquies de Sant Genís de Plegamans i la de Sant Esteve de Palaudàries a Lliçà d’Amunt, anés en processó fins la creu per reunir-se i fer la benedicció. Per la creu també hi passava el camí ramader de la Serra.
La creu es troba documentada a partir de l'any 1720 com a nom de partida, però sembla que era molt més antiga, segons AAEC II (1883): "se compon avuy sols del arbre. Avans diu que hi havia una creu de ferro en ques llegia que en 1400 ja ho era". Mossèn J. Mas va escriure el 1930: "Testimonis vivents de Caldes en 1914 havien vist la creu. Tenia una hasta de fusta ab creu de ferro a dalt". El 1940 fou reposada.